# Diporiphora lalliae
Espèce
Statut de conservation UICN

 LC  : Préoccupation mineure
Diporiphora lalliae est une espèce de sauriens de la famille des Agamidae.

## Répartition
Cette espèce est endémique d'Australie. Elle se rencontre en Australie-Occidentale, au Territoire du Nord et dans le Nord de l'Australie-Méridionale.

## Étymologie
Cette espèce est nommée en l'honneur de G. E. (Lally) Handley du Western Australian Museum.

## Publication originale
- Storr, 1974 : Agamid lizards of the genera Caimanops, Physignathus and Diporiphora in Western Australia and Northern Territory. Records of the Western Australian Museum, vol. 3, no 2, p. 121-146 (texte intégral).